# Elkalyce pallida
Elkalyce pallida är en fjärilsart som beskrevs av Pionneau 1929. Elkalyce pallida ingår i släktet Elkalyce och familjen juvelvingar. Inga underarter finns listade i Catalogue of Life.